# Kanhangad
Kanhangad är en stad i den indiska delstaten Kerala, och tillhör distriktet Kasaragod. Folkmängden uppgick till cirka 125 000 invånare vid folkräkningen 2011. Storstadsområdet beräknades ha lite mer än 300 000 invånare 2018. 